# Xã Sugar Loaf, Quận St. Clair, Illinois
Xã Sugar Loaf (tiếng Anh: Sugar Loaf Township) là một xã thuộc quận St. Clair, tiểu bang Illinois, Hoa Kỳ. Năm 2010, dân số của xã này là 7.322 người.